# Tore Bjonviken
Tore Bjonviken (ur. 2 stycznia 1975) – norweski biegacz narciarski. W zawodach Pucharu Świata zadebiutował 24 lutego 1996 roku w Trondheim, gdzie zajął 57. miejsce w biegu na 30 km techniką dowolną. Pierwsze pucharowe punkty zdobył 11 marca 1997 roku w Sunne, gdzie od razu stanął na podium, zajmując drugie miejsce w sprincie. Rozdzielił tam na podium swego rodaka, Bjørna Dæhlie i Szweda Mathiasa Fredrikssona. Najlepsze wyniki uzyskał w sezonie 2000/2001, kiedy to zajął 20. miejsce w klasyfikacji generalnej. W 2003 roku wystąpił na mistrzostwach świata w Val di Fiemme, gdzie w swoim jednym starcie zajął 44. miejsce w biegu na 15 km stylem klasycznym. Zdobył też trzy medale mistrzostw świata juniorów: srebrny w sztafecie  na MŚJ w Breitenwang (1994) oraz brązowe w sztafecie i biegu na 30 km podczas MŚJ w Gällivare (1995).

## Osiągnięcia

### Mistrzostwa świata
| Miejsce | Dzień     | Rok  | Miejscowość   | Konkurencja             | Czas biegu | Strata  | Zwycięzca      |
| ------- | --------- | ---- | ------------- | ----------------------- | ---------- | ------- | -------------- |
| 44.     | 21 lutego | 2003 | Val di Fiemme | 15 km stylem klasycznym | 35:47,5    | +2:29,4 | Axel Teichmann |

### Mistrzostwa świata juniorów
| Miejsce | Dzień       | Rok  | Miejscowość | Konkurencja             | Wynik     | Strata  | Zwycięzca         |
| ------- | ----------- | ---- | ----------- | ----------------------- | --------- | ------- | ----------------- |
| 10.     | 26 stycznia | 1994 | Breitenwang | 10 km stylem klasycznym | 28:36,5   | +41,4   | Grigorij Gutnikow |
| 2.      | 28 stycznia | 1994 | Breitenwang | Sztafeta 4x10 km        | 1:55:55,6 | +33,9   | Japonia           |
| 7.      | 1 marca     | 1995 | Gällivare   | 10 km stylem klasycznym | 27:26,1   | +47,6   | Roman Mironow     |
| 3.      | 3 marca     | 1995 | Gällivare   | Sztafeta 4x10 km        | 1:51:54   | +1:25   | Włochy            |
| 3.      | 5 marca     | 1995 | Gällivare   | 30 km stylem dowolnym   | 1:22:35,2 | +1,24,0 | Pietro Broggini   |

### Puchar Świata

#### Miejsca w klasyfikacji generalnej
- sezon 1995/1996: 80.
- sezon 1996/1997: 45.
- sezon 1997/1998: 40.
- sezon 1998/1999: 56.
- sezon 1999/2000: 38.
- sezon 2000/2001: 20.
- sezon 2001/2002: 34.
- sezon 2002/2003: 48.
- sezon 2003/2004: 75.
- sezon 2004/2005: 103.

#### Miejsca na podium
1. Sunne – 11 marca 1997 (sprint) – 2. miejsce
2. Sztokholm – 28 lutego 2000 (sprint) – 2. miejsce
3. Beitostølen – 25 listopada 2000 (15 km) – 3. miejsce
4. Falun – 17 marca 2001 (15 km) – 3. miejsce